# Footwork FA17
O FA17 é o último modelo da Footwork da temporada de 1996 da Fórmula 1. Condutores: Ricardo Rosset e Jos Verstappen.
A escuderia foi comprada por Tom Walkinshaw no mesmo ano.

## Resultados[1]
(legenda) 
| Ano  | Chassi | Motor       | Pneus | N° | Pilotos        | 1   | 2   | 3   | 4   | 5   | 6   | 7   | 8   | 9   | 10  | 11  | 12  | 13  | 14  | 15  | 16  | Pontos | Posição |  |
| ---- | ------ | ----------- | ----- | -- | -------------- | --- | --- | --- | --- | --- | --- | --- | --- | --- | --- | --- | --- | --- | --- | --- | --- | ------ | ------- |  |
|      |        |             |       |    |                |     |     |     |     |     |     |     |     |     |     |     |     |     |     |     |     |        |         |  |
|      |        |             |       |    |                | AUS | BRA | ARG | EUR | SMR | MON | SPA | CAN | FRA | GBR | GER | HUN | BEL | ITA | POR | JPN |        |         |  |
| 1996 | FA17   | Hart 830 V8 | G     | 16 | Ricardo Rosset | 9   | Ret | Ret | 11  | Ret | Ret | Ret | Ret | 11  | Ret | 11  | 8   | 9   | Ret | 14  | 13  | 1      | 9°      |  |
| 1996 | FA17   | Hart 830 V8 | G     | 17 | Jos Verstappen | Ret | Ret | 6   | Ret | Ret | Ret | Ret | Ret | Ret | 10  | Ret | Ret | Ret | 8   | Ret | 11  | 1      | 9°      |  |